# Rabča
Rabča és un poble i municipi d'Eslovàquia que es troba a la regió de Žilina, al centre-nord del país.

## Història
La primera menció del poble data del 1564 amb el nom de Rabcza. El 1683 l'exèrcit polonesolituà unificat destruí la vila. El 1715 la població arribà a les 240 persones, el 1778 a les 829, i el 1828 tenia ja 1.542 persones i més de 260 cases. El 1910, segons el censde Rabcza, hi havia 1.446 persones (majoritàriament eslovacs). Fins al Tractat del Trianon, la vila pertanyia al Regne d'Hongria, i es trobava al comtat d'Árva; després del tractat el municipi s'anomenà Rabča i quedà inclòs dins el districte de Námestovo, a l'aleshores Txecoslovàquia, que el 1993 esdevingué Eslovàquia.

## Demografia
| Godina             | 1994 | 2004    | 2014    | 2024    |
| ------------------ | ---- | ------- | ------- | ------- |
| Nombre de persones | 3848 | 4360    | 4857    | 5402    |
| Diferència         |      | +13,30% | +11,39% | +11,22% |

| Godina             | 2023 | 2024   |
| ------------------ | ---- | ------ |
| Nombre de persones | 5336 | 5402   |
| Diferència         |      | +1,23% |